# .tw
.tw es el dominio de nivel superior geográfico (ccTLD) para Taiwán.